# جن (فیلم ۲۰۱۴)
«جن» (انگلیسی: Jinn (film)) فیلمی در ژانر مهیج، ترسناک، و اکشن است که در سال ۲۰۱۴ منتشر شد.